# Örsbäcks naturreservat
Örsbäcks naturreservat är ett naturreservat i Nordmalings kommun i Västerbottens län.
Området är naturskyddat sedan 2019 och är 24 hektar stort. Reservatet ligger nordost om Öreälven och består av gammal tallskog på sandhed.